# Mortensenenus
Mortensenenus is een geslacht van kreeftachtigen uit de klasse van de Malacostraca (hogere kreeftachtigen).

## Soorten
- Mortensenenus minus Manning, 1990
- Mortensenenus paulay Ahyong & Erdmann, 2003